# NGC 1083
NGC 1083 este o galaxie spirală situată în constelația Eridanul. A fost descoperită în 29 septembrie 1886 de către Lewis A. Swift. Se află la o distanță de 54,89 de megaparseci de Pământ.